# Estación Tomás Jofré
Tomás Jofré es una estación de ferrocarril ubicada en la localidad de Tomas Jofré, en el Partido de Mercedes, Provincia de Buenos Aires, Argentina.

## Historia
Fue construida por la Compañía General de Ferrocarriles en la Provincia de Buenos Aires en 1908, como parte de la vía que llegó a Rosario en ese mismo año.
Durante más de 10 años la Asociación Amigos del Belgrano realizó tareas de preservación de la traza como desmalezamiento y mantenimiento de vías, con la esperanza de que el servicio vuelva a funcionar. A partir del día domingo 28 de mayo de 2023 comenzó a circular el servicio que conecta Tomas Jofré con Altamira y Mercedes.